# Jeméin
Jeméin fue un municipio español de la provincia de Vizcaya, desaparecido a mediados del siglo XX al fusionarse con Marquina para formar el nuevo término municipal de Marquina-Jeméin. 

## Toponimia
El nombre del lugar puede encontrarse referido con las grafías Jemein y Jeméin.

## Historia
Hacia mediados del siglo XIX, el lugar, una anteiglesia por aquel entonces con ayuntamiento propio, tenía contabilizada una población de 669 habitantes y estaba formado por 120 caseríos diseminados en las barriadas de Achondoa, Goyerria, Amalloa y Meabe. Aparece descrito en el noveno volumen del Diccionario geográfico-estadístico-histórico de España y sus posesiones de Ultramar de Pascual Madoz de la siguiente manera:

JEMEIN: anteigl. con ayunt. en la prov. de Vizcaya (á Bilbao 8 leg.), part. jud de Durango (4), aud. terr. de Burgos (31), c. g. de las Provincias Vascongadas, dióc. de Calahorra (30). sit. entre montes; clima frio; le combaten los vientos N. y O. y se padecen enfermedades estacionales. Tiene 120 caserios diseminados en barriadas tituladas Achondoa, Goyerria, Amalloa y Meabe; hay casa consistorial, escuela de primera educacion, frecuentada por 48 alumnos y dotada con 1,100 rs.; igl. parr. dedicada á Ntra. Sra. y sit. en terr. de esta anteigl., pero es tambien común á Marquina (V.), de cuya v. dista muy poco, á pesar de pertenecer al part. jud. de Durango, sobre lo cual puede leerse lo que se dijo en este art. Entre sus ermitas que se cuentan 6, es famosa la de San Miguel de Arrechinaga; forma un exágono regular, cuyos lados por el esterior son de 41 pies, y en cuyo interior se ven 3 grandes peñas de cuarzo (cuya calidad no se conoce en toda la comarca), que unas á otras se sostienen, ocupando un espacio de 110 pies de circunferencia, apoyados sobre piedra caliza que sobresale del pavimento en parte un pie, y en parte 6: en el diploma de la consagracion de su altar, que se verificó en 1646, dice el obispo consagrante, que vio en Apulia el sitio de la aparicion de San Miguel, el cual es muy parecido á este: en 1826 se colocó en lugar de la imagen consagrada, otra que trabajó primorosamente Don Estéban de Agreda, escultor de cámara y director general de la academia de San Fernando, y fué bendecida por Don Ignacio Luis de Astarloa, comisionado al efecto por el obispo. El térm. confina N. Berriatua, E. Motrico, (prov. de Guipúzcoa, part. jud. de Vergara); S. Echevarria y Marquina, y O. Cenarruza; dentro de su circunferencia hay varios montes poblados de árboles, y brotan 8 fuentes, una de ellas termal y sus aguas tan calientes que arrojan humo al confundirse con el r. Ondarroa. El terreno es de mediana calidad, exige mucho abono y cultivo, y le baña el espresado rio. caminos locales y en mal estado. El correo se recibe de Marquina. prod.: trigo y maiz; cria ganado vacuno y lanar; hay caza de perdices y liebres y pesca de truchas. ind.: ademas de la agricultura, trabajan 8 ferrerías que se hallan en decadencia por los recargos del fierro y fábricas que se construyen en el interior de la prov.; hay 15 molinos harineros. pobl.: 138 vec., 669 almas. riqueza imp.: 39,873 rs., 21 mrs. Tiene el 27° voto y asiento en las juntas de Güernica.
(Madoz, 1847, pp. 613-614)

Hasta la reforma de la nomenclatura municipal de 1916 el municipio se llamaba Jemein ó Achondoa. En dicha fecha su nombre fue modificado por el de Jemein. El municipio desapareció en 1952, al ser fusionado con el de Marquina para formar el nuevo término municipal de Marquina-Jeméin.

## Demografía
| Gráfica de evolución demográfica de Jeméin entre 1842 y 1950 |
| |
| Población de derecho según los censos de población del INE Población de hecho según los censos de población del INEEn este censo se denominaba Jemein o Achondoa: 1910 Entre el censo de 1960 y el anterior, este municipio desaparece porque se agrupa en el municipio 48060 (Marquina Jemein) |